# 钱学中
钱学中（1933年—），男，中华人民共和国建筑师、政治人物，曾任上海市人民政府副市长，中国建筑学会副理事长。